# Nyen
Nyen est un village du Cameroun situé dans l’arrondissement (commune) de Mbengwi, dans le département de Momo et dans la Région du Nord-Ouest. C'est aussi le siège d'une chefferie traditionnelle de 2e degré.

## Géographie

### Climat
Nyen possède un climat de savane avec hiver sec. La température moyenne annuelle est de 26,1 °C et les précipitations moyennes annuelles sont de 1 534,4 mm.

## Population
Lors du recensement de 2005, on a dénombré 1 017 habitants à Nyen, dont 479 hommes et 538 femmes.
Une étude locale de 2011 a évalué la population à 3 200 personnes.